# Mozart Catão
Mozart Catão (Teresópolis, 14 de junho de 1962 — Cerro Aconcágua, 3 de fevereiro de 1998) foi um alpinista brasileiro.

## Biografia
Formado em Educação Física e especialista em administração esportiva, começou cedo a demonstrar interesse pelo alpinismo, quando aos 13 anos fazia caminhadas em montanha, no Parque Nacional da Serra dos Órgãos e, aos 15 anos, já escalava em rocha. Em 1976, aos 14 anos, Mozart ingressou no Centro Excursionista Serra dos Órgãos, de Teresópolis, e a partir dali começou uma trajetória que o levaria a escalar os maiores e mais difíceis picos do mundo.

### Conquistas
Primeiro brasileiro a escalar o Everest, juntamente com Waldemar Niclevicz, em 14 de maio de 1995.
Antes deste feito, realizou inúmeras escaladas no Brasil e participou de diversas competições mundiais, principalmente nas montanhas dos Andes (Argentina, Chile e Bolívia), dos Alpes (França e Itália), dos Apalaches e do Maciço Central do Alasca (Estados Unidos e Canadá), do Cáucaso (Rússia e Geórgia), do Maciço Ellsworth (Antártica), da Cadeia do Leste Africano (Tanzânia) e do Himalaia (Nepal e Tibete).

### Tragédia na face Sul do Aconcágua
Catão morreu ao tentar conquistar o Aconcágua pela sua face sul, a mais perigosa, tendo sido arrebatado por uma avalanche, juntamente com seus colegas Alexandre Oliveira e Othon Leonardos, nos primeiros dias de fevereiro de 1998. A tragédia aconteceu seis dias depois do alpinista e sua equipe, terem saído do acampamento base.
Cinco anos após a sua morte, foi lançado o livro "Montanha em Fúria", do jornalista Marcus Vinicius Gasques, que conversou com dois sobreviventes, amigos e parentes. Além das entrevistas, Marcus teve acesso a uma fita de vídeo gravada durante a expedição.

### Destaque noGuinness
Em 1993, então com 15 anos de experiência em montanhismo e cinco anos de mountain bike, Mozart igualou sozinho o recorde mundial de ciclismo em altitude, estabelecido anteriormente por três canadenses. Na volta, por causa de dois dedos da mão esquerda congelando, foi preciso descer rapidamente com a bicicleta, nos trechos em que era possível pedalar. A bicicleta foi levada na mochila, do cume do Aconcágua até Nido de Condores (5600 msnm), a seguir pedalou até Plaza de Mulas (4200 msnm) e desceu mais 1500m, chegando finalmente à Puente del Inca (2700 msnm), onde tudo começou. A aventura rendeu alguns sustos, como cruzar com uma patrulha de resgate em Cambio Pendente (5200 msnm) que trazia o corpo de um alpinista americano, cuja família havia pago US$ 10.000,00 para que o corpo fosse resgatado da montanha (aquela temporada havia deixado um total de quatro mortos). Apesar das dificuldades causadas pelo clima após o fim da temporada, os dedos congelados e o nariz sangrando, Mozart completou a jornada, igualando o tão almejado recorde.

### Homenagens
A Assembleia Legislativa do Rio de Janeiro concedeu-lhe post mortem a Medalha Tiradentes.